# Dødelighed
Ved dødelighed (eller mortalitet) forstås i demografisk henseende antallet af dødsfald pr. 1000 indbyggere i løbet af et år.
Der skelnes mellem forskellige slags dødelighed:
1. spædbørnsdødelighed, hvorved forstås dødeligheden blandt børn under 1 år,
2. børnedødelighed, hvorved forstås dødeligheden blandt børn under 5 år,
3. dødelighed i den samlede befolkning for et givet område.

Dødeligheden varierer gennem tiden, fra land til land og mellem land og by.

## Dødeligheden i land og by
Til belysning af uligheden i dødeligheden pr. 1000 indbyggere i land og by angives forholdene i Danmark i tiåret 1890-1900:
| Sted             | Mænd | Kvinder |
| ---------------- | ---- | ------- |
| Hovedstaden      | 25,2 | 19,2    |
| Provinsbyerne    | 21,8 | 18,1    |
| Landdistrikterne | 16,1 | 15,8    |

Det ses, at der dengang var en klar sammenhæng mellem dødelighed og bymæssighed. Denne sattes i samtiden i sammenhæng med blandt andet de usunde leve- og arbejdsvilkår.

## Dødeligheden i forskellige lande
Nedenfor gives en oversigt over dødelighedens variation pr. 1000 indbyggere i forskellige lande og i forskellige perioder indtil 1. verdenskrig:
| Land          | 1851-1856 | 1871-1876 | 1891-1896 | 1906-1910 |
| ------------- | --------- | --------- | --------- | --------- |
| Danmark       | 20,3      | 19,5      | 18,5      | 13,7      |
| Norge         | 17,3      | 17,5      | 16,8      | 13,8      |
| Sverige       | 21,7      | 18,3      | 16,6      | 14,3      |
| Rusland       | -         | 36,8      | 35,7      | 28,8      |
| Østrig        | 34,2      | 32,6      | 27,8      | 22,5      |
| Ungarn        | -         | -         | 31,9      | 25,0      |
| Tyskland      | 27,1      | 28,8      | 23,3      | 17,5      |
| Holland       | 24,4      | 25,5      | 19,6      | 14,3      |
| Belgien       | 22,0      | 23,4      | 20,3      | 16,0      |
| England-Wales | 22,7      | 20,0      | 18,7      | 14,7      |
| Frankrig      | 24,1      | 25,0      | 22,3      | 19,2      |
| Schweiz       | -         | 23,8      | 19,9      | 16,0      |
| Italien       | -         | 30,5      | 25,4      | 21,0      |

## Dødeligheden i dag
I følge WHO var de 10 største årsager til dødsfald i hhv. 2002 og 2021 disse:
|    | 2002   |                                   | 2021   |                                   |
| -- | ------ | --------------------------------- | ------ | --------------------------------- |
| 1  | 12,6 % | Iskæmiske hjertesygdomme          | 13 %   | Iskæmiske hjertesygdomme          |
| 2  | 9,7 %  | Apopleksi                         | 12,6 % | COVID-19                          |
| 3  | 6,8 %  | Nedre luftvejsinfektioner         | 10 %   | Apopleksi                         |
| 4  | 4,9 %  | Hiv/aids                          | 5 %    | Kronisk obstruktiv lungesygdom    |
| 5  | 4,8 %  | Kronisk obstruktiv lungesygdom    | 3,5 %  | Nedre luftvejsinfektion           |
| 6  | 3,2 %  | Diarré-sygdomme                   | 2,7 %  | Kræft i luftrør, luftveje, lunger |
| 7  | 2,7 %  | Tuberkulose                       | 2,6 %  | Alzheimers sygdom                 |
| 8  | 2,2 %  | Malaria                           | 2,4 %  | Sukkersyge                        |
| 9  | 2,2 %  | Kræft i luftrør, luftveje, lunger | 2,3 %  | Nyresygdomme                      |
| 10 | 2,1 %  | Trafikulykker                     | 2,3 %  | Tuberkulose                       |

Dødsårsagerne er yderst uens i ulige lande.
Ifølge Jean Ziegler (FNs specialrapportør for Right to Food fra 2000 til marts 2008), udgjorde underernæring 58 % af alle dødsfald totalt i 2006:
| Citat         | In the world, approximately 62 millions people, all causes of death combined, die each year. In 2006, more than 36 millions died of hunger or diseases due to deficiencies in micronutrients | Citat |
| Jean Ziegler. | |       |

I 2021 var diarré faldet med 45% på verdensplan (i forhold til 2001), og indtog således ikke længere en sjetteplads på listen, men var faldet til plads nummer 13.